# Sunil Gulati

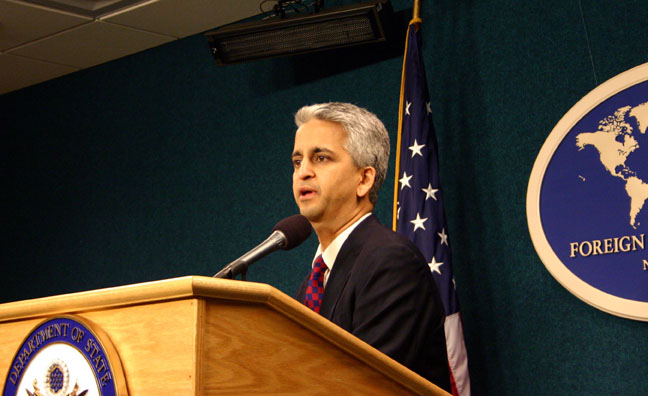
Sunil Gulati (2006)

Sunil Gulati (Hindi सुनील गुलाटी; * 30. Juli 1959 in Allahabad, Indien) ist ein US-amerikanischer Wirtschaftswissenschaftler und Fußballfunktionär mit indischen Wurzeln.

## Leben
Der in Indien geborene Gulati zog im Kindesalter mit seinen Eltern in die USA. Dort besuchte er die örtliche Highschool in Cheshire, Connecticut und studierte später an der Bucknell University und Columbia University. Von 1986 bis 1990 arbeitete er an der Fakultät für Wirtschaftswissenschaft der Columbia University, bevor er 1991 zur Weltbank wechselte. Von 2006 bis 2018 war er als Nachfolger von Robert Contiguglia Präsident des US-amerikanischen Fußballverbandes (USSF), sowie seit 2013 Mitglied im FIFA-Exekutivkomitee. Parallel dazu lehrt Gulati als Senior Lecturer seiner Alma Mater Columbia University.